# كوله المسار (الرضمة)

تعديل مصدري - تعديل

كوله المسار محلة تابعة لقرية تمار، التابعة لعزلة عجيب بمديرية الرضمة إحدى مديريات محافظة إب في الجمهورية اليمنية.، بلغ تعداد سكانها 88 حسب تعداد اليمن لعام 2004.